# علم آثار المناظر الطبيعية
علم آثار المناظر الطبيعية، تخصص فرعي في علم الآثار الطبيعية، هو دراسة الطرق التي بنى بها الإنسان في الماضي البيئة المحيطة به واستخدمها.يٌعرف أيضا" باسم يالجغرافيا الأثرية (من اليونانية»ἀρχαίος » و»γεωγραφία » دراسة الأرض). علم آثار المناظر الطبيعية متعدد التخصصات بطبيعة منهجه لدراسة الثقافة، ويستخدمه علماء الآثار ما قبل التاريخ والكلاسيكيون والتاريخيون.الميزة الرئيسية التي تميز علم آثار المناظرالطبيعية عن المناهج الإثرية الأخرى للمواقع هي تركيزه الواضح على علاقات المواقع بين الثقافة المادية، والتغير البشري للأرض /التعديلات الثقافية للمناظر الطبيعية؛ والبيئة الطبيعية.تطورت دراسة علم آثار المناظر الطبيعية لخلق وتعزيز عدم المساواة الإجتماعية.والإعلان عن الوضع الإجتماعية للفرد في المجتمع ككل.يشمل الحقل ديناميكيات الكائنات الجيولوجية التاريخية؛ مثل الطرق والجدران والحدود والأشجار وتقسيمات الأراضي.
تشير المناظر الطبيعية عموما إلى كل من البيئات الطبيعية والبيئات التي أنشأها البشر. تعد المناظر الطبيعية بمثابة بيئات لم يغيرها البشر بأي شكل أو آخر. المناظر الطبيعية الثقافية؛ من ناحية أخرى؛ هي بيئات تغيرت بطريقة ما من قبل الناس (بما في ذلك الهياكل والأماكن المؤقتة؛ مثل مواقع المعسكرات؛ التي أنشاها البشر). بين علماء الأثار؛ يمكن لمصطلح المناظر الطبيعية أن يشير إلى المعاني والتعديلات التي يميزها الناس على محيطهم. على هذا النحو؛ غالبا ما يستخدم علم آثار المناظر الطبيعية لدراسة الإستخدام البشري للإرض على فترات طويلة من الزمن.
قد تكون المناظر الطبيعية في علم آثار المناظر الطبيعية صغيرة مثل إسرة واحدة أو حديقة كبيرة مثل إمبراطورية؛ وعلى الرغم من أن استغلال الموارد؛ والطبقة والسلطة هي موضوعات متكررة في علم آثار المناظر الطبيعية؛ فإن منهج المناظر الطبيعية يهتم بالمكان؛ وليس بالضرورة البيئة أو العلاقات الإقتصادية.بينما يشبه علم آثار المستوطنات. وعلم الآثار الإيكولوجي، فإن المناظر الطبيعية تقتربمن الأماكن والمساحات النموذجية كمشاركين دينامكيين في السلوك الماضي، وليس مجرد وضع (يؤثر عى ل عمل اإلنسان)، أو قطعة أثرية (متأثرة بفعل اإلنسان).
استخدم مصطلح الفضاء بشكل شائع بدلا من المشهد الثقافي لوصف المناظر الطبيعية التي«ينتجها أو يتوسط فيها السلوك البشري لإستنباط سلوكيات معينة». الفضاء المادي هو أي مساحة يجري إنشاؤها بواسطة الأشخاص إما من خلال الوسائل المادية أو من خلال إنشاء تعريفات وأوصاف وقواعد لما تحجز مساحة لع وكيفية استخدامه (٣٨: ١٩٩٨ Delle) الفضاء االجتماعي هو ما يملي علاقة الشخص بالآخرين. الفضاء الاجتماعي هوكيف يستخدم المرء مساحته المادية للتفاعل مع الآخرين والتنقل في جميع أنحاء عالمهم.الفضاء المعرفي هوكيفية فهم الناس لمساحاتهم الأجتماعية والمادية – إنه كيفية فهم الناس للعالم من حولهم وتحديد الطرق المناسبة لتسير أنفسهم في العديد من البيئات المختلفة التي قد يشغلونها.بدلا من ذلك، استخدمت المصطلحات المصممة والمفاهيمية والفكرية لوصف: الطرق التي جرى إنشاؤها من خلال تفاعل الناس مع بيئاتهم ومعانيهم وتفاعلاتهم التي يضعها الناس على مناظر طبيعية محددة، ووجهات النظر التخيلية والعاطفية التي يضعها الأفراد مع مناظرهم الطبيعية.

## تحليل المناظر الطبيعية
العديد من الطرق المستخدمة لتحليل المواقع الأثرية ذات صلة بتحليل المناظر الطبيعية. يشمل علم آثار المناظرالطبيعية طرق بحث متعددة في تحليله من أجل ضمان جمع مصادر متعددة للمعلومات، للسماح بتفسير سليم للموقع المعني.تشمل هذه الأساليب تحليل حبوب اللقاح، ونظم المعلومات الجغرافية، وأخذ عينات التربة؛ وتحليل الحيوانات، ورادار اختراق الأرض (بما في ذلك الخرائط وبيانات التعداد)، وطرق التنقيب الأثرية بالطبع.يسمح تحليل حبوب اللقاح والتربة والحيوانات والزهور لعالم الأثار بفهم الغطاء النباني الطبيعي لمنطقة ما، والنباتات التي نماها مستوطنو المنطقة بنشاط، والحياة الحيوانية التي عاشت أيضًا في المنطقة.يمكن أن يؤدي فهم الحياة النباتية والحيوانية الخاصة بمنطقة ما، علل سبيل المثال، إلى تحليل أنواع الطعام المتاح لأفراد المجتمع، وفهم النظام الغذائي الفعلي النموذجي لمجموعة فرعية من السكان، والتأريخ بالموقع والهيكل العظمي. إذاكانت إعادة بناء المناظر الطبيعية والحفاظ عليها، على وجه الخصوص، هدفاً لمشروع بحث أثري، يمكن أن يساعد تحليل حبوب والتربة في علم المناظر الطبيعية في تفسير وإعادة بناء المناظر الطبيعية بدقة (Schoenwetter، ص278).
سمحت التطورات في تكنولوجيا المسح بإجراء تحليل سريع ودقيق لمناطق واسعة، ما جعل العملية طريقة فعالة لمعرفة المزيد عن البيئة التاريخية.ساعد نظام تحديد المواقع العالمي، والاستشعار عن بعد، والجيوفيزياء الأثرية، والمحطات الإجمالية والتصوير الرقمي، وكذلك نظم المعلومات الجغرافية،في تقليل الوقت والتكلفة التي تنطوي على هذا العمل.
توفر أنظمة المعلومات الجغرافية، التي يشار اليها باسم GIS، طريقة يمكن لعلماء الآثار من خلالها تمثيل البيانات الأثرية بصرياً، ويمكن القيام بها بطريقتين: تصور البيانات والتصور التمثيلي.على سبيل المثال، يمكن للباحثين إنشاء خرائط مستوية هندسيا ً؛ ثم إضافة طبقات متعددة من البياتات التاريخية (مثل تغير الهيكل أو مواقع الهياكل الإصطناعية) عى ل نفس الخريطة، ما يتيح لهم رؤية مدة ومتانة النماذج السابقة والحالية بشكل أفضل داخل منظر طبيعي.غالبا ما تترك السمات الأثرية لأعمال الحفر-علامات على نوع من التعديل في البيئة الطبيعية التي تظهر غالبا كعلامات المحاصيل أو التربة أو حتى علامات الحرث في الحقول، إذاكانت تاريخية، يمكن أن تشير إلى طرق الزراعة في الماضي، وخصوصا في الآونة الاخيرة، يمكن أن ترفع المواد الأثرية إلى السطح، وبالتالي تخرب الطبقات الستراتيغرافية للمواد من الأصغر إلى الأقدم.يمكن لعلماء الآثار اكتشاف المعالم من خلال التنقيب والمسح الميداني.